# I Still See You
Pour plus de détails, voir Fiche technique et Distribution.
I Still See You est un film fantastique américain réalisé par Scott Speer, sorti en 2018.

## Synopsis
Neuf ans après une catastrophe qui a tué des millions de gens, les survivants doivent cohabiter avec leurs fantômes, des spectres qui rejouent indéfiniment leurs derniers instants. Une loi scientifique expose qu’aucun contact ne peut exister entre humains et ces images-échos du passé surnommées les "rémanents". Pourtant, une jeune étudiante, Veronica Calder, est prise pour cible par l'un d'entre eux. Alors qu'elle pense être traquée par un tueur en série qui ne tue que des personnes nées un 29 février, elle décide de se rendre, avec un mystérieux camarade de classe, Kirk, dans une zone  d'ombres qui brouille les liens entre les vivants et les morts pour rencontrer le scientifique responsable de cette apocalypse. Mais une course contre la montre commence pour arrêter le meurtrier...

## Fiche technique
- Titre original et français : I Still See You
- Réalisation : Scott Speer
- Scénario : Jason Fuchs, d'après le roman Break My Heart 1000 Times de Daniel Waters
- Montage : Paul Covington
- Musique : Bear McCreary
- Photographie : Simon Dennis
- Production : Paul Brooks et Leon Clarance
- Sociétés de production : Gold Circle Films et Motion Picture Capital
- Société de distribution : Lionsgate
- Pays d'origine :  États-Unis
- Langue originale : anglais
- Format : couleur
- Genre : fantastique
- Durée : 97 minutes
- Dates de sortie : 
  - États-Unis : 12 octobre 2018
  - France : 12 avril 2019 (DVD)

## Distribution
- Bella Thorne (VFB : Séverine Cayron) : Veronica « Ronnie » Calder
- Richard Harmon (VFB : Brieuc Lemaire) : Kirk Lane
- Dermot Mulroney (VFB : Simon Duprez) : August Bittner
- Amy Price-Francis (VFB : Nathalie Hugo) : Anna Calder
- Shaun Benson (VFB : Laurent Van Wetter) : Robert Calder
- Hugh Dillon : Mathison
- Sara Thompson (VFB : Sophie Frison) : Janine
- Louis Herthum (VFB : Francis Adam) : Dr Martin Steiner
- Thomas Elms : Brian

Version française dirigée par Géraldine Frippiat au studio Dubbing Brothers (Belgique), d'après une adaptation des dialogues de Csilla Fraichard. Informations prélevées du carton du doublage français.